# The RZA Hits
The RZA Hits – to kompilacyjny album amerykańskiego rapera RZA wydany w 1999 roku. Wszystkie utwory poza "Brooklyn Zoo" wyprodukował RZA.

## Lista utworów
| #  | Tytuł                                  | Słowa | Producent                      | Wykonanie                                         | Oryginalny album                             |
| -- | -------------------------------------- | --- | ------------------------------ | ------------------------------------------------- | -------------------------------------------- |
| 1  | "Narration By The RZA"                 | | RZA                            | RZA                                               |                                              |
| 2  | "Wu-Tang Clan Ain’t Nuthing Ta F’ Wit" | L. Hawkins, R. Jones, J. Hunter, D. Coles, R. Diggs Jr., C. Woods, G. Grice, C. Smith                      | RZA                            | Wu-Tang Clan                                      | Enter the Wu-Tang (36 Chambers)              |
| 3  | "Protect Ya Neck"                      | L. Hawkins, R. Jones, J. Hunter, D. Coles, R. Diggs Jr., C. Woods, G. Grice, C. Smith                      | RZA                            | Wu-Tang Clan                                      | Enter the Wu-Tang (36 Chambers)              |
| 4  | "Shimmy Shimmy Ya"                     | R. Jones, R. Diggs                                                                                         | RZA                            | Ol’ Dirty Bastard                                 | Return to the 36 Chambers: The Dirty Version |
| 5  | "Liquid Swords"                        | G. Grice, R. Diggs, J. Zawinul, F. Cavaliere, E. Brigati                                                   | RZA                            | GZA                                               | Liquid Swords                                |
| 6  | "Narration By The RZA"                 | | RZA                            | RZA                                               |                                              |
| 7  | "Method Man"                           | L. Hawkins, R. Jones, J. Hunter, D. Coles, R. Diggs Jr., C. Woods, G. Grice, C. Smith                      | RZA                            | Wu-Tang Clan                                      | Enter the Wu-Tang (36 Chambers)              |
| 8  | "Incarcerated Scarfaces"               | C. Woods, R. Diggs                                                                                         | RZA                            | Raekwon                                           | Only Built 4 Cuban Linx…                     |
| 9  | "Ice Cream"                            | C. Woods, R. Diggs                                                                                         | RZA                            | Cappadonna, Ghostface Killah, Method Man, Raekwon | Only Built 4 Cuban Linx…                     |
| 10 | "Narration By The RZA"                 | | RZA                            | RZA                                               |                                              |
| 11 | "Bring the Pain"                       | C. Smith, R. Diggs                                                                                         | RZA                            | Method Man                                        | Tical                                        |
| 12 | "Winter Warz"                          | D. Coles, L. Hawkins, C. Woods, E. Turner, D. Hill, R. Diggs Jr.                                           | RZA                            | Cappadonna, Ghostface Killah, Masta Killa, U-God  | Ironman                                      |
| 13 | "Brooklyn Zoo"                         | R. Jones                                                                                                   | True Master, Ol’ Dirty Bastard | Ol’ Dirty Bastard                                 | Return to the 36 Chambers: The Dirty Version |
| 14 | All I Need"                            | C. Smith, R. Diggs                                                                                         | RZA                            | Method Man                                        | Tical                                        |
| 15 | "C.R.E.A.M."                           | L. Hawkins, R. Jones, J. Hunter, D. Coles, R. Diggs Jr., C. Woods, G. Grice, C. Smith, I. Hayes, D. Porter | RZA                            | Wu-Tang Clan                                      | Enter the Wu-Tang (36 Chambers)              |
| 16 | "All That I Got Is You"                | D. Coles, M.J. Blige, R. Diggs Jr., B. Gordy, D. Richards, A. Mizell, F. Perren                            | RZA                            | Ghostface Killah, Mary J. Blige                   | Ironman                                      |
| 17 | "Narration By The RZA About Wu Wear"   | | RZA                            | RZA                                               |                                              |
| 18 | "Wu Wear The Garment Renaissance"      | R. Diggs                                                                                                   | RZA                            | Cappadonna, Method Man, RZA                       | High School High (Soundtrack)                |